# Myzus sansho
Myzus sansho är en insektsart. Myzus sansho ingår i släktet Myzus och familjen långrörsbladlöss. Inga underarter finns listade i Catalogue of Life.